# Non c'è
"Non c'è" (Không có) là một bản ballad tiếng Ý của Pietro Cremonesi, Angelo Valsiglio và Federico Cavalli và được thu âm bởi ca sĩ nhạc pop Laura Pausini. Đây là đĩa đơn thứ hai trong album đầu tay của Laura Pausini. Bài hát này cũng được thu âm bằng tiếng Tây Ban Nha với tựa là "Se fue" và bao gồm trong album đầu tiên của Pausini ở Tây Ban Nha, phát hành năm 1994. Một phiên bản remix của "Se fue" được phát hành vào năm 1994 và trở nên phổ biến trong các câu lạc bộ khiêu vũ Tây Ban Nha. Bài hát sau đó trở thành một trong những đĩa đơn nổi tiếng nhất của Pausini.
Một phiên bản mới của bài hát cũng nằm trong album tổng hợp năm 2001 The Best of Laura Pausini: E ritorno da te, có ca sĩ người Ý Nek tham dự chơi đàn bass. Sự sắp xếp tương tự được dùng cho phiên bản tiếng Tây Ban Nha, "Se fue", có trong album Lo mejor de Laura Pausini: Volveré junto a ti.
Vào năm 2013, Pausini thu lại một phiên bản mới cho album tổng hợp của cô 2013 - The Greatest Hits với ca sĩ người Mỹ Marc Anthony theo phong cách salsa của Sergio George.
Ca khúc được biết đến rộng rãi như là một ca khúc tiếp theo từ đĩa đơn đầu tiên của Laura Pausini "La solitudine".